# Lance Blanks
Pour les articles homonymes, voir Blanks.
Lance Blanks, né le 9 septembre 1966 à Del Rio au Texas et mort le 3 mai 2023 à Dallas (Texas), est un joueur et dirigeant américain de basket-ball. Il évolue aux postes de meneur et d'arrière.

## Biographie
À l'issue de sa carrière de joueur, Lance Blanks devient recruteur pour les Spurs de San Antonio en 2000, puis il devient directeur du recrutement des Spurs en 2002. Il est actuellement manager général des Suns de Phoenix depuis 2010, après avoir été durant cinq ans assistant du manager général aux Cavaliers de Cleveland.